# Hyperión
Hyperión (starořecky Ὑπερίων „z vysoka pozorující“, latinsky Hyperion) je v řecké mytologii titán první generace, manžel Theii, též nazývané Euryfaseia, otec Hélia, Éoji a Seléné. Většina zdrojů se shoduje v tom že byl synem Úrana a Gaie, stejně jako jeho manželka a ostatní titáni první generace: Ókeanos a Téthys, Kríos, Koios a Foibé, Iapetos, Themis, Mnémosyné a nejmladší Kronos a Rheia. V Homérově díle však existují náznaky podání podle kterého byli Titáni dětmi Ókeana a Téthydy. Kromě zmínek v genealogiích nehrál prakticky žádnou úlohu v mytologii a chybí taktéž jeho kult.
| Theia se poddala Hyperionově lásce a porodila velkého Hélia, zářivou Selene a Eos, kteří přinesou světlo všem smrtelníkům této země a nesmrtelným bohům řád široké oblohy. |
| Hésiodos, Theogonia, 371–374 |

Bůh slunce Hélios byl někdy nazýván Hélios Hyperión, nemusí to však znamenat ztotožnění obou postav, může se jednat o prosté vyjádření skutečnosti že jakožto Slunce se pohybuje vysoko. Jindy je zas Hélios nazýván Hyperónides „Hyperiónovec, syn Hyperióna“.
Později Řekové racionalizovali své mýty:
„O Hyperionovi jsme řekli, že byl první, kdo rozuměl, díky pečlivému pozorování a sledování, pohybu slunce a měsíce, a jiných hvězd a také ročním období, jejich vzájemnému působení ve skupině a ozřejmoval tyto poznatky jiným; a z těchto důvodů že byl nazýván otcem těchto těles, od té doby co je měl zplodit, tak říkajíc, přemýšleje o nich a jejich povaze.“ —Diodóros Sicilský (5.67.1)

## Fikce inspirované nebo spojené s Hyperionem
pro použití hesla Hyperion, nespojeném s řeckou mytologií, viz Hyperion.
- John Keats složil na jeho počest básně 'Hyperion' a 'Pád Hyperiona'.
- Dan Simmons'ovy knihy 'Hyperion' a 'Pád Hyperionu' v Kantosu Hyperionu jsou pojmenovány po spisech Johna Keatse.
- Hamlet přirovnává svého otce (bývalý starý Hamlet) k Hyperionu a uzurpátora trůnu, svého strýce Klaudia k satyrovi: „Hyperion k satyrovi,“ – Akt I, scéna II.
- V počítačové hře MMO EVE Online je nová třída silné bitevní lodě pojmenována po Hyperionovi.
- V animované japonské televizní sérii „Gundam Seed Astray X“ je zbraňová řada CAT1-X Hyperion Gundam pojmenována po Hyperionovi.
- V PlayStation hře, Final Fantasy VIII, je zbraň protivníka jménem Seifer Almasy pojmenována názvem Hyperion.
- V jiné PlayStation hře s názvem Einhänder, je Hyperion název pro obranný měsíční satelit, který předává mezi misemi hráčům taktické informace.
- Ve stolní miniaturní hře Babylon 5: A Call To Power, třída křižníků aliance Země se nazývá po Hyperionovi.
- V počítačové RTS hře Starcraft II: Wings of Liberty je Hyperion vlajková loď hlavního hrdiny Jima Raynora.
- V počítačové hře Borderlands a Borderlands 2 je organizace Hyperion hlavním nepřítelem svobodných obyvatel světa, o kterém hra pojednává a také jedním z hlavních výrobcu zbraní.